# Rajd Nowej Zelandii

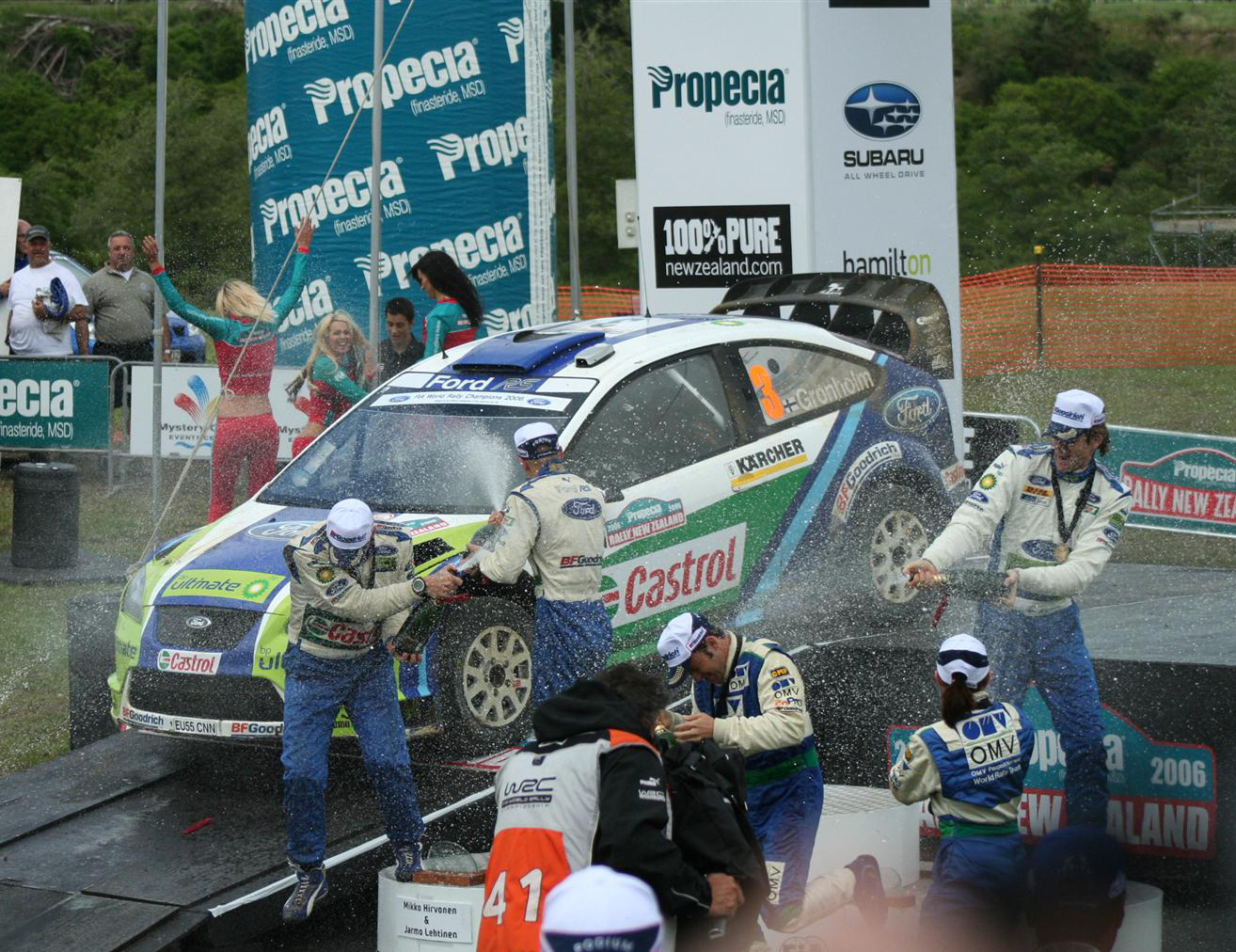
Marcus Grönholm – zwycięzca Rajdu Nowej Zelandii 2006

Rajd Nowej Zelandii (oficjalnie Rally New Zealand) – rajd samochodowy organizowany na północnej wyspie Nowej Zelandii w okolicach Auckland. Odbywa się od 1969 roku, a w 1977 zadebiutował jako eliminacja Rajdowych Mistrzostw Świata. Rajd odbywa się na charakterystycznych, bardzo szybkich szutrowych leśnych drogach oraz wzdłuż linii brzegowej wyspy.

## Zwycięzcy[1]
| Rok  | Nazwa rajdu                           | Kierowca                            | Pilot                               | Samochód                            | Kategoria |
| ---- | ------------------------------------- | ----------------------------------- | ----------------------------------- | ----------------------------------- | --------- |
| 1969 | Shell Silver Fern Rally               | Grady Thompson                      | Rick Rimmer                         | Holden Monaro                       |           |
| 1970 | Silver Fern Rally                     | Paul Adams                          | Don Fenwick                         | BMW 2002                            |           |
| 1971 | Heatway International Rally           | Bruce Hodgson                       | Mike Mitchell                       | Lotus Cortina                       |           |
| 1972 |                                       | Andrew Cowan                        | Jim Scott                           | BLMC Mini 1275 GT                   |           |
| 1973 |                                       | Hannu Mikkola                       | Jim Porter                          | Ford Escort RS1600                  |           |
| 1975 |                                       | Mike Marshall                       | Arthur McWatt                       | Ford Escort RS1800                  |           |
| 1976 |                                       | Andrew Cowan                        | Jim Scott                           | Hillman Avenger                     |           |
| 1977 | 8th South Pacific Rally               | Fulvio Bacchelli                    | Francesco Rossetti                  | Fiat 131 Abarth                     | WRC       |
| 1978 | 9th Motogard Rally of New Zealand     | Russell Brookes                     | Chris Porter                        | Ford Escort RS1800                  | WCD       |
| 1979 | 10th Motogard Rally of New Zealand    | Hannu Mikkola                       | Arne Hertz                          | Ford Escort RS1800                  | WRC       |
| 1980 | 11th Motogard Rally of New Zealand    | Timo Salonen                        | Seppo Harjanne                      | Datsun 160J                         | WRC       |
| 1981 | Motogard Rally of New Zealand         | Jim Donald                          | Kevin Lancaster                     | Ford Escort RS1800                  |           |
| 1982 | 12th Motogard Rally of New Zealand    | Björn Waldegård                     | Hans Thorszelius                    | Toyota Celica 2000GT                | WRC       |
| 1983 | 13th Sanyo Rally of New Zealand       | Walter Röhrl                        | Christian Geistdörfer               | Lancia 037 Rally                    | WRC       |
| 1984 | 14th Sanyo Rally of New Zealand       | Stig Blomqvist                      | Björn Cederberg                     | Audi Quattro A2                     | WRC       |
| 1985 | 15th AWA Clarion Rally of New Zealand | Timo Salonen                        | Seppo Harjanne                      | Peugeot 205 Turbo 16 E2             | WRC       |
| 1986 | 16th AWA Clarion Rally of New Zealand | Juha Kankkunen                      | Juha Piironen                       | Peugeot 205 Turbo 16 E2             | WRC       |
| 1987 | 17th AWA Clarion Rally of New Zealand | Franz Wittmann                      | Jörg Pattermann                     | Lancia Delta HF 4WD                 | WCD       |
| 1988 | 18th Rothmans Rally of New Zealand    | Sepp Haider                         | Ferdi Hinterleitner                 | Opel Kadett GSI                     | WCD       |
| 1989 | 19th Rothmans Rally of New Zealand    | Ingvar Carlsson                     | Per Carlsson                        | Mazda 323 4WD                       | WCD       |
| 1990 | 20th Rothmans Rally of New Zealand    | Carlos Sainz                        | Luís Moya                           | Toyota Celica GT-Four               | WCD       |
| 1991 | 21st Rothmans Rally of New Zealand    | Carlos Sainz                        | Luís Moya                           | Toyota Celica GT-Four               | WCD       |
| 1992 | 22nd Rothmans Rally of New Zealand    | Carlos Sainz                        | Luís Moya                           | Toyota Celica Turbo 4WD             | WCD       |
| 1993 | 23rd Rothmans Rally of New Zealand    | Colin McRae                         | Derek Ringer                        | Subaru Legacy RS                    | WRC       |
| 1994 | 24th Rothmans Rally of New Zealand    | Colin McRae                         | Derek Ringer                        | Subaru Impreza 555                  | WRC       |
| 1995 | 25th Smokefree Rally New Zealand      | Colin McRae                         | Derek Ringer                        | Subaru Impreza 555                  | WRC       |
| 1996 | 26th Smokefree Rally New Zealand      | Richard Burns                       | Robert Reid                         | Mitsubishi Lancer Evo III           | 2L WRC    |
| 1997 | 27th Smokefree Rally New Zealand      | Kenneth Eriksson                    | Staffan Parmander                   | Subaru Impreza WRC                  | WRC       |
| 1998 | 28th Rally New Zealand                | Carlos Sainz                        | Luís Moya                           | Toyota Corolla WRC                  | WRC       |
| 1999 | 29th Rally New Zealand                | Tommi Mäkinen                       | Risto Mannisenmäki                  | Mitsubishi Lancer Evo VI            | WRC       |
| 2000 | 30th Rally New Zealand                | Marcus Grönholm                     | Timo Rautiainen                     | Peugeot 206 WRC                     | WRC       |
| 2001 | 31st Propecia Rally New Zealand       | Richard Burns                       | Robert Reid                         | Subaru Impreza WRC                  | WRC       |
| 2002 | 32nd Propecia Rally New Zealand       | Marcus Grönholm                     | Timo Rautiainen                     | Peugeot 206 WRC                     | WRC       |
| 2003 | 33rd Propecia Rally New Zealand       | Marcus Grönholm                     | Timo Rautiainen                     | Peugeot 206 WRC                     | WRC       |
| 2004 | 34th Propecia Rally New Zealand       | Petter Solberg                      | Phil Mills                          | Subaru Impreza WRC                  | WRC       |
| 2005 | 35th Propecia Rally New Zealand       | Sébastien Loeb                      | Daniel Elena                        | Citroën Xsara WRC                   | WRC       |
| 2006 | 36th Propecia Rally New Zealand       | Marcus Grönholm                     | Timo Rautiainen                     | Ford Focus WRC                      | WRC       |
| 2007 | 37th Rally New Zealand                | Marcus Grönholm                     | Timo Rautiainen                     | Ford Focus WRC                      | WRC       |
| 2008 | 38th Repco Rally New Zealand          | Sébastien Loeb                      | Daniel Elena                        | Citroën C4 WRC                      | WRC       |
| 2010 | 40th Rally New Zealand                | Jari-Matti Latvala                  | Miikka Anttila                      | Ford Focus WRC                      | WRC       |
| 2012 | 42th Rally New Zealand                | Sébastien Loeb                      | Daniel Elena                        | Citroën DS3 WRC                     | WRC       |
| 2017 | Rally New Zealand 2017                | Hayden Paddon                       | John Kennard                        | Hyundai i20 AP4                     |           |
| 2018 | Rally Raglan of the Coas 2018         | Hayden Paddon                       | Malcolm Read                        | Hyundai i20 AP4                     |           |
| 2020 | Rajd Nowej Zelandii 2020              | Odwołany z powodu epidemii COVID-19 | Odwołany z powodu epidemii COVID-19 | Odwołany z powodu epidemii COVID-19 | WRC       |
| 2022 | Repco Rally New Zealand 2022          | Kalle Rovanperä                     | Jonne Halttunen                     | Toyota GR Yaris Rally1              | WRC       |

- WRC – Rajdowe mistrzostwa świata
- WCD – Rajdowe mistrzostwa świata (zaliczane tylko do klasyfikacji kierowców)
- 2L WRC - Dwulitrowy Rajdowy Puchar Świata